# Мынъинь
Мэнъинь (кит. упр. 蒙阴, пиньинь Méngyīn) — уезд городского округа Линьи провинции Шаньдун (КНР). Название уезда означает «с иньской  (т. е. северной) стороны от горы Мэншань».

## История
Уезд был образован ещё во времена империи Западная Хань. Во времена диктатуры Ван Мана он был переименован в Мэнъэнь (蒙恩县). В эпоху Троецарствия уезду было возвращено прежнее название. При империи Западная Цзинь уезд был расформирован.
При империи Северная Вэй на этих землях был создан уезд Синьтай (新泰县) округа Дунъань (东安郡). При империи Восточная Вэй он был переименован в Мэнъинь. При империи Северная Ци уезд Мэнъинь был присоединён к уезду Синьтай округа Тайшань (泰山郡).
При империи Южная Сун в 1262 году земли современного уезда Мэнъинь были переданы из уезда Синьтай в состав уезда Ишуй. Во времена правления монголов уезд Мэнъинь был в 1313 году создан вновь.
В 1950 году в составе провинции Шаньдун был образован Специальный район Ишуй (沂水专区), и уезд вошёл в его состав. В июле 1953 года Специальный район Ишуй был расформирован, и уезд перешёл в состав Специального района Линьи (临沂专区). В 1967 году Специальный район Линьи был переименован в Округ Линьи (临沂地区).
Указом Госсовета КНР от 17 декабря 1994 года были расформированы Округ Линьи и городской уезд Линьи, а вместо них был образован городской округ Линьи.

## Административное деление
Уезд делится на 1 уличный комитет, 8 посёлков и 1 волость.